# Statesia
Statesia Castellano, T. Lebel, Davoodian & K. Hosaka – rodzaj grzybów z rodziny podkorzeniakowatych (Hysterangiaceae).

## Systematyka i nazewnictwo
Pozycja w klasyfikacji według Index Fungorum: Hysterangiaceae, Hysterangiales, Phallomycetidae, Agaricomycetes, Agaricomycotina, Basidiomycota, Fungi.
Gatunki:
- Statesia calcarea (R. Hesse) Castellano, T. Lebel, Davoodian & K. Hosaka 2022
- Statesia cazaresii Castellano, T. Lebel, Davoodian & K. Hosaka 2022
- Statesia pompholyx (Tul. & C. Tul.) Castellano, T. Lebel, Davoodian & K. Hosaka 2022
- Statesia zelleri Castellano, T. Lebel, Davoodian & K. Hosaka 2022

Wykaz gatunków i nazwy naukowe na podstawie Index Fungorum.
W Polsce występuje Statesia calcarea (podana jako Hysterangium calcareum).